# Brandywine Bay
Brandywine Bay es un lugar designado por el censo ubicado en el condado de Carteret en el estado estadounidense de Carolina del Norte. En el Censo de 2020 tenía una población de 1153 habitantes y una densidad poblacional de 538,79 habitantes por km². Fue incluido como CDP en el censo de 2020.

## Geografía
Brandywine Bay se encuentra ubicado en las coordenadas 34°44′18″N 76°49′49″O / 34.73833, -76.83028. Según la Oficina del Censo de los Estados Unidos,  tiene una superficie total de 2,14 km², de la cual 2,09 km² corresponden a tierra firme y 0,05 km² a agua.